# Уда (Ухай)
Уда́ (кит. упр. 乌达, пиньинь Wūdá) — район городского подчинения городского округа Ухай автономного района Внутренняя Монголия (КНР).

## История
В ноябре 1958 года в хошуне Алашань был основан посёлок Уда (乌达镇).
В 1961 году решением Госсовета КНР посёлок Уда был выделен из состава хошуна Алашань-Цзоци и стал городским уездом Уда аймака Баян-Нур.
В 1976 году Уда был объединён с городским уездом Хайбовань аймака Их-Джу в городской округ Ухай, подчинённый непосредственно правительству Внутренней Монголии.
В декабре 1979 года Уда был преобразован из городского уезда в район городского подчинения.

## Административное деление
Район Уда делится на 7 уличных комитетов и 1 посёлок.